# Gautier Brisebarre
 (mai 2025).
Gautier Brisebarre, ou Gautier III de Césarée, mort le 24 juin 1229, est un chevalier noble du royaume de Jérusalem. Il est le fils aîné de Guy Brisebarre et de son épouse Julienne Granier, dame de Césarée. À la mort de sa mère il lui succède comme seigneur de Césarée.
Il prend notamment part à deux croisades et deux guerres civiles.

## Début de carrière
Dès qu'il fut jeune homme, Gautier assiste fréquemment à la cour royale de Jérusalem. Il souscrit à des chartes des rois Henri II de Champagne en 1195 et 1196 ainsi que Aimery II de Lusignan en 1198, mais aussi du régent Jean d'Ibelin en 1206.
Compte tenu qu'il est témoin de chartes royales en 1195, sa naissance peut être estimée au plus tard en 1180. Dans les années 1220, il est généralement désigné comme « le vieux seigneur de Césarée », ce qui fait qu'il ne serait alors âgé que de la cinquantaine environ.
Sur un acte d'Aimery II, il signe comme « seigneur de Césarée », bien que sa mère soit toujours en vie, et que le deuxième mari de celle-ci, Aymar de Lairon, signe lui aussi comme « seigneur de Césarée » à une charte semblable de Jean d'Ibelin sur laquelle Gautier est lui aussi témoin. En 1200 et 1206, il est également témoin sur des chartes de sa mère et de son beau-père.

## Seigneur de Césarée et cinquième croisade
En 1206, le roi de Chypre Hugues Ier nomme Gautier connétable du royaume de Chypre, poste qu'il occupe pour le reste de sa vie. C'était également le titre que Gautier utilise lorsqu'il souscrit a une charte. Il hérite de la seigneurie de Césarée à la mort de sa mère Julienne Granier entre 1213 et 1216, année où il apparait pour la première fois en tant que seigneur.
En janvier 1217, il est à Acre à la cour du roi Jean de Brienne. En juillet de la même année, il est retourné à Nicosie, à Chypre, où il assiste à une charte de Bertrand de Margat. En septembre, il est toujours à la cour royale de Nicosie. Il est de retour sur le continent en octobre, où il assiste au conseil tenu à Acre par le roi André II de Hongrie afin de décider du plan d'action pour la cinquième croisade. En tant que connétable, Gautier dirige une centaine de chevaliers chypriotes lors de siège de Damiette en 1218. En juillet, il est de nouveau à Nicosie, où la reine douairière, Alix de Champagne-Jérusalem, est régente du jeune roi Henri Ier.
En 1217 et 1218, alors que Gautier est en Égypte, une armée musulmane menace Césarée, mais la ville est défendue et refortifiée avec succès par le roi Jean. En 1218, les musulmans attaquent de nouveau sous le commandement de Malik al-Mu'azzam Musa et parviennent à s'emparer de la ville, alors défendue par Garnier l'Aleman et des troupes de la république de Gênes. En 1220, Gautier est à Nicosie à la cour de la reine Alix, où il souscrit à une charte royale. En 1225, il est à Tyr afin d'assister au couronnement de la reine Isabelle II de Jérusalem.

## Guerre civile et sixième croisade
Gautier épouse Marguerite d'Ibelin, sœur de Jean d'Ibelin, seigneur de Beyrouth et bailli (régent) du royaume de Jérusalem, et de Philippe d'Ibelin, seigneur d'Arsouf et régent du royaume de Chypre. Ce mariage l'amène à devenir un fervent partisan de la famille d'Ibelin, opposée à l'influence du mari de la reine, l'empereur Frédéric II. Lorsque la reine meurt en Italie le 25 avril 1228, la Haute cour de Jérusalem élit Gautier et Jean pour servir comme baillis pour le jeune roi Conrad, fils de l'empereur, mais tous deux refusent. Ces distinctions vont alors à Balian Granier, seigneur de Sidon, et Eudes de Montbéliard. Selon les Gestes des Chiprois et l'histoire du règne de Frédéric par Philippe de Novare, Gautier est l'un des juges du duel judiciaire entre Amaury Barlais et Anceau de Brie, qui a lieu à Chypre avant l'arrivée de Frédéric à la tête de la Sixième croisade.
À son arrivée, Frédéric II tient un banquet à Limassol, à Chypre, où Gautier est présent, lors duquel l'empereur exige que Jean d'Ibelin abandonne la régence du royaume. C'est l'étincelle qui déclenche la guerre des Lombards, une série de guerres civiles intermittentes entre les barons locaux rangés aux côtés des Ibelins et les Lombards qui ont suivi l'empereur Frédéric à Chypre. Ce n'est qu'après qu'une trêve ait été organisée entre l'empereur et Jean, que le premier a enfin pu poursuivre son voyage vers la Palestine. Gautier l'accompagne et souscrit à l'une de ses chartes à Acre en avril 1229. Enfin, il reprend possession de Césarée après que l'empereur Frédéric signe le traité de Jaffa avec l'Égypte le 11 février 1229.
Lorsque la guerre éclate à nouveau à Chypre, il revient pour se battre aux côtés des Ibelins mais trouve le mort à la bataille de Nicosie le 24 juin 1229. C'est alors son fils aîné Jean Brisebarre qui lui succède comme nouveau seigneur de Césarée.

## Mariages et enfants
Il épouse Marguerite d'Ibelin, veuve d'Hugues II de Saint-Omer, fille de Balian d'Ibelin, seigneur de Naplouse et d'Ibelin, et de son épouse Marie Comnène, avec qui il a cinq enfants :
- Jean Brisebarre, qui succède à son père ;
- Isabelle Brisebarre, citée dans les Lignages d'Outremer ;
- Alix Brisebarre, qui épouse Jacques de Mandelée, fils de Guillaume de Mandelée et de son épouse Agnès de Courtenay, avec qui elle a un fils ;
- Helvis Brisebarre, moniale ;
- Femie Brisebarre, qui épouse Jean du Gibelet, maréchal de Jérusalem, fils de Guillaume Embriaco et de son épouse Ève, avec qui elle a une fille.